# روز پزشک
روز پزشک یا روز ملی پزشکان (به انگلیسی: National Doctors' Day) روزی است به منظور قدردانی از سهم و خدمات پزشکان به زندگی افراد و جوامع جشن گرفته می‌شود. بسته به رویداد بزرگداشتی که برای نشان دادن این روز استفاده می‌شود، از کشوری به کشور دیگر متفاوت است.
در برخی کشورها این روز به عنوان تعطیلات مشخص می‌شود. اگرچه قرار است توسط بیماران و خیرین صنعت مراقبت‌های بهداشتی جشن گرفته شود، اما معمولاً توسط سازمان‌های مراقبت‌های بهداشتی جشن گرفته می‌شود. کارکنان ممکن است یک ناهار برای پزشکان ترتیب دهند تا به پزشکان نشانه‌های تجلیل را ارائه دهند. از نظر تاریخی، ممکن است یک کارت یا میخک قرمز برای پزشکان و همسران آنها ارسال شود، همراه با گلی که روی قبر پزشکان فوت شده قرار می‌گیرد.

## تجلیل توسط ملتها

### ایران
در ایران روز اول شهریور ماه، هم‌زمان با زادروز بوعلی سینا، به پاس خدمات وی به علوم پزشکی، تألیفات و فعالیت وی در این رشته و برای بزرگداشت پزشکان، روز پزشک نام‌گذاری شده است. ابوعلی سینا، پزشک و فیلسوف معروف متولد شهر بخارا است و مدفن او در همدان، یکی از شهرهای تاریخی ایران است و از مشهورترین و تاثیرگذارترینِ فیلسوفان و دانشمندان ایران است که آثارش در زمینه فلسفه ارسطویی و پزشکی اهمیت بسیار دارد. وی ۴۵۰ کتاب در زمینه‌های گوناگون نوشته است که یکی از معروف‌ترین کتاب‌هایش کتاب شفا، دانشنامه علمی و فلسفی جامع و کتاب قانون یکی از کتابهای معروف ابن سینا در زمینه علم پزشکی می‌باشد. وی از کودکی به طبیعت، گیاهان و حیوانات علاقه خاصی داشت و اوقات فراغت خود را در دشت و صحرا به جستجو و کسب تجربه می‌پرداخت بدین صورت از دوران کودکی به خواص گیاهان دارویی و طبابت علاقه‌مند شد. ابن سینا از حیث نیروی جسمانی، مردی نیرومند بود و به همین خاطر از کار کردن احساس خستگی نمی‌کرد، وی همچنین از لحاظ نیروی ذهنی و تفکر نیز بسیار نیرومند بود، به گونه ای که در سن هجده سالگی توانست تمامی دانش‌های زمان خود را فرا گیرد.

### ایالات متحده آمریکا
روز ۳۰ ماه مارس در ایالات متحده آمریکا روز ملی پزشکان است و به بزرگداشت پزشکان و تقدیر از خدمات ارزنده آنها اختصاص داده شده است، به گونه ای که در این تاریخ و سال ۱۸۴۲ دکتر کرافورد لانگ برای نخستین بار داروی بیهوشی «اتر» را در عمل جراحی به عنوان بیهوش کننده استفاده کرد. در آن روز دکتر لانگ، اتر را برای یک بیمار تجویز کرد و سپس وی را تحت عمل جراحی قرار داد. این در حالی است که بیمار پس از به هوش آمدن اقرار کرد که طی جراحی هیچ دردی احساس نکرده است. این در حالی است که در ۳۰ مارس سال ۱۹۵۸ مصوبه «بزرگداشت روز پزشکان» توسط مجلس نمایندگان ایالات متحده به تصویب رسید و در سال ۱۹۹۰ این قانون در مجلس نمایندگان و مجلس سنا نیز معرفی شد. از آن زمان تا کنون ۳۰ مارس در تقویم رسمی این کشور به عنوان روز پزشک نامگذاری شده است.

### استرالیا
در استرالیا تاریخ‌های مختلفی وجود دارد که ممکن است روز ملی پزشک در آنها به رسمیت شناخته شود، که رایجترین آن ۳۰ مارس است.

### ترکیه
روز ۱۴ مارس در ترکیه مصادف است با روز پزشک.

### کوبا
در کشور کوبا روز ۳ دسامبر که یادآور تولد دکتر کارلوس جوان فینلی می‌باشد به روز پزشک اختصاص داده شده است. وی که یک پزشک و دانشمند کوبایی‌تبار بود به عنوان پیشگام تب زرد در جهان معروف است. وی برای نخستین بار در سال ۱۸۸۱ تئوری پشه ناقل تب زرد را عنوان کرد. در بیماری تب زرد پشه ناقل بدن فرد را نیش زده و پس از آن با نیش زدن فرد سالم بیماری را به وی انتقال می‌دهد. این در حالی است که فینلی پشه Aedes را مسئول انتقال ارگانیسم انتقال مولد تب زرد شناسایی کرد و تئوری وی منجر به ارائه پیشنهادهایی برای کنترل جمعیت پشه‌ها به منظور شیوه کنترل و جلوگیری از گسترش بیماری شد.

### هند
در کشور هند روز پزشک مصادف با اول ژوئیه است که به دلیل تجلیل از دکتر بیدهان چاندرا روی، پزشک افسانه ای و دومین وزیر ایالت بنگال غربی نامگذاری شده است. وی در تاریخ اول ژوئیه سال ۱۸۸۲ متولد شد و در سال ۱۹۶۲ در سن ۸۰ سالگی جان خود را از دست داد. چاندرا روی در تاریخ ۴ فوریه ۱۹۶۱ به دریافت بالاترین مدال غیرنظامی این کشور مفتخر شد. این در حالی است که هر سال روز اول ماه ژوئیه به مناسبت روز پزشک در هند تعطیل است. وی پزشک برجسته و یکی از مهم‌ترین مبارزان آزادی هند است که در زندگی بسیار پرمخاطره آمیز خود سرآمد و در حرفه اش بسیار ماهر بود. دکتر روی پس از فارغ‌التحصیلی از کالج پزشکی کلکته به عنوان معاون آن دانشگاه انتخاب شد و پس از آن به سیاست روی آورد، کمی بعد به عنوان وزیر ارشد بنگال غربی انتخاب شد و تا زمان مرگ خود این حرفه را حفظ کرد؛ بنابراین به همین مناسبت روز تولد وی به عنوان روز پزشک در هند جشن گرفته می‌شود.

### برزیل
روز ملی پزشکان به عنوان یک تعطیلات در ۱۸ اکتبر جشن گرفته می‌شود، روزی که کلیسای کاتولیک روز تولد سنت لوک را جشن می‌گیرد. طبق سنت کلیسا، لوقا قدیس رسول و انجیل پزشک بود، همان‌طور که در عهد جدید نوشته شده است.

### تاجیکستان
۱۸ آگوست در تاجیکستان، مصادف با سالروز تولد بوعلی سینا است که در تاجیکستان به روز پزشک معروف است و همه ساله از زمان اعلام استقلال ملی این کشور، این روز جشن گرفته می‌شود.

## کانادا
روز ملی پزشکان در ۱ ماه مه جشن گرفته می‌شود. این تاریخ توسط انجمن پزشکی کانادا به منظور قدردانی از دکتر امیلی استو، اولین پزشک زن در کانادا انتخاب شد. لایحه عمومی سنا S-248 به‌طور رسمی این روز را به رسمیت می‌شناخت.